# Patriká
Patriká (Patrika) är en ort i Grekland.   Den ligger i prefekturen Chios och regionen Nordegeiska öarna, i den östra delen av landet, 210 km öster om huvudstaden Aten. Patriká ligger 177 meter över havet och antalet invånare är 120. Den ligger på ön Chios.
Terrängen runt Patriká är kuperad västerut, men österut är den platt. Havet är nära Patriká åt sydost.  Närmaste större samhälle är Chios, 16,0 km norr om Patriká. 